# Hypoestes
Hypoestes là chi thực vật có hoa trong họ Acanthaceae.

## Hình ảnh

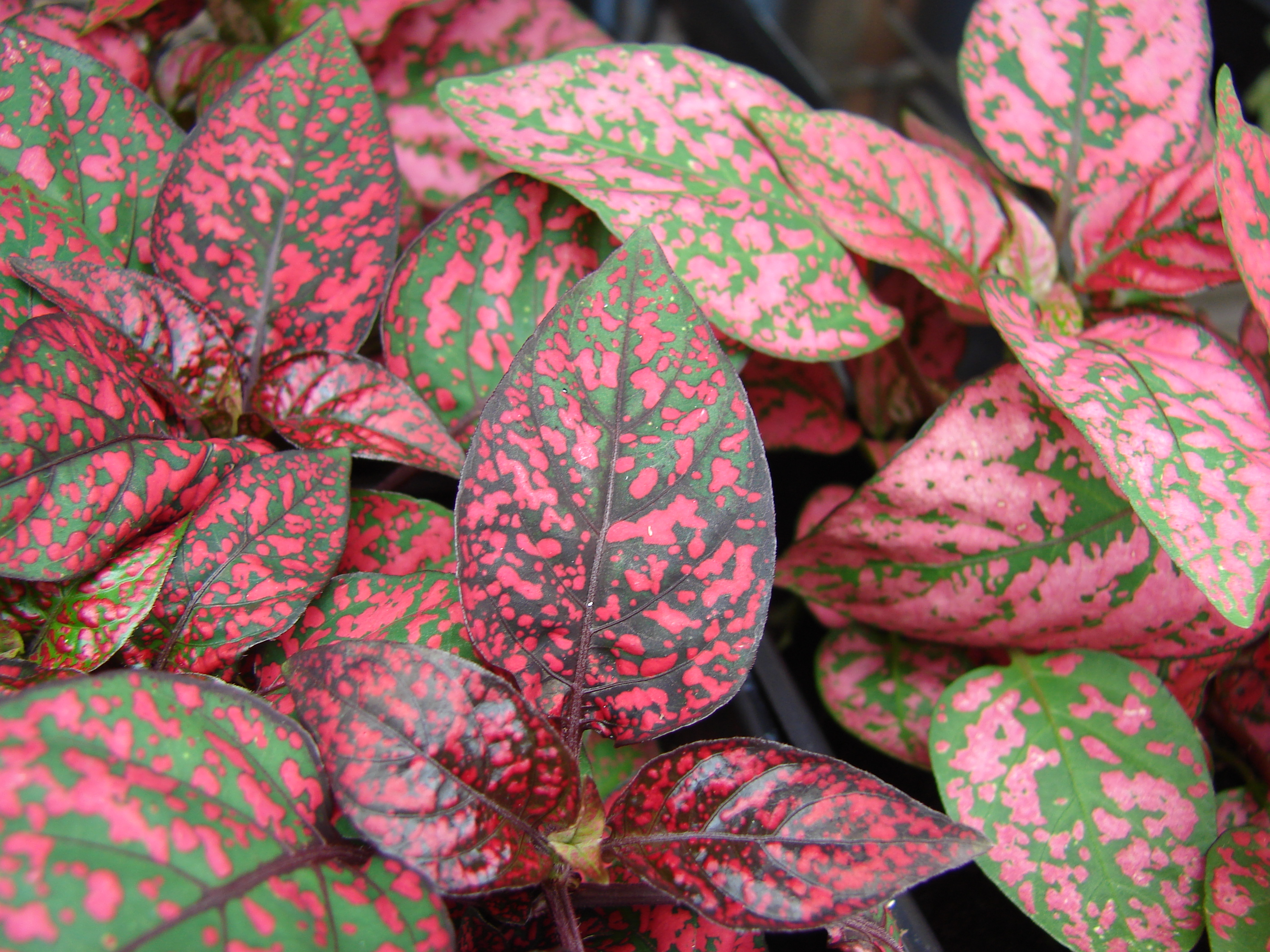
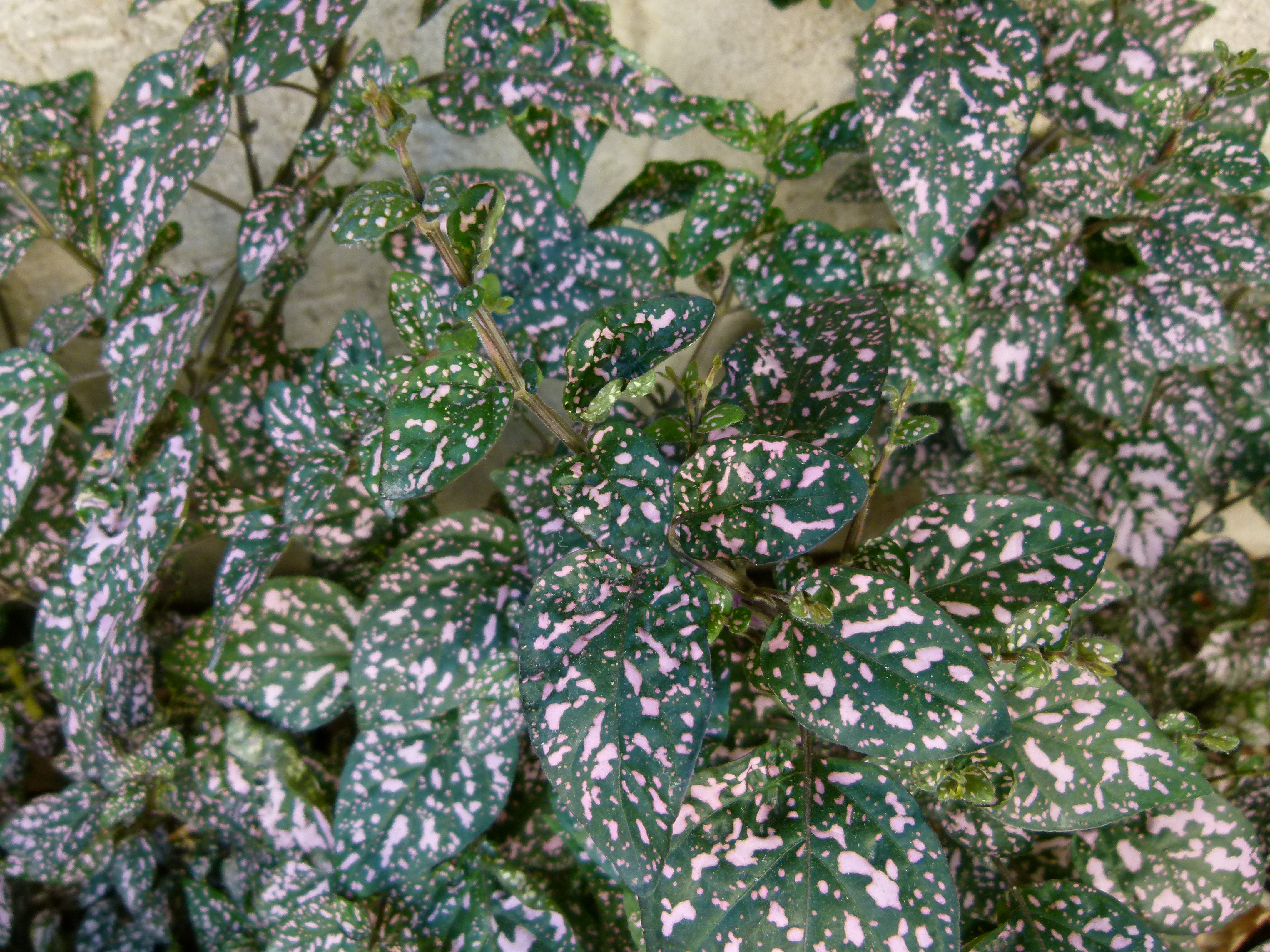
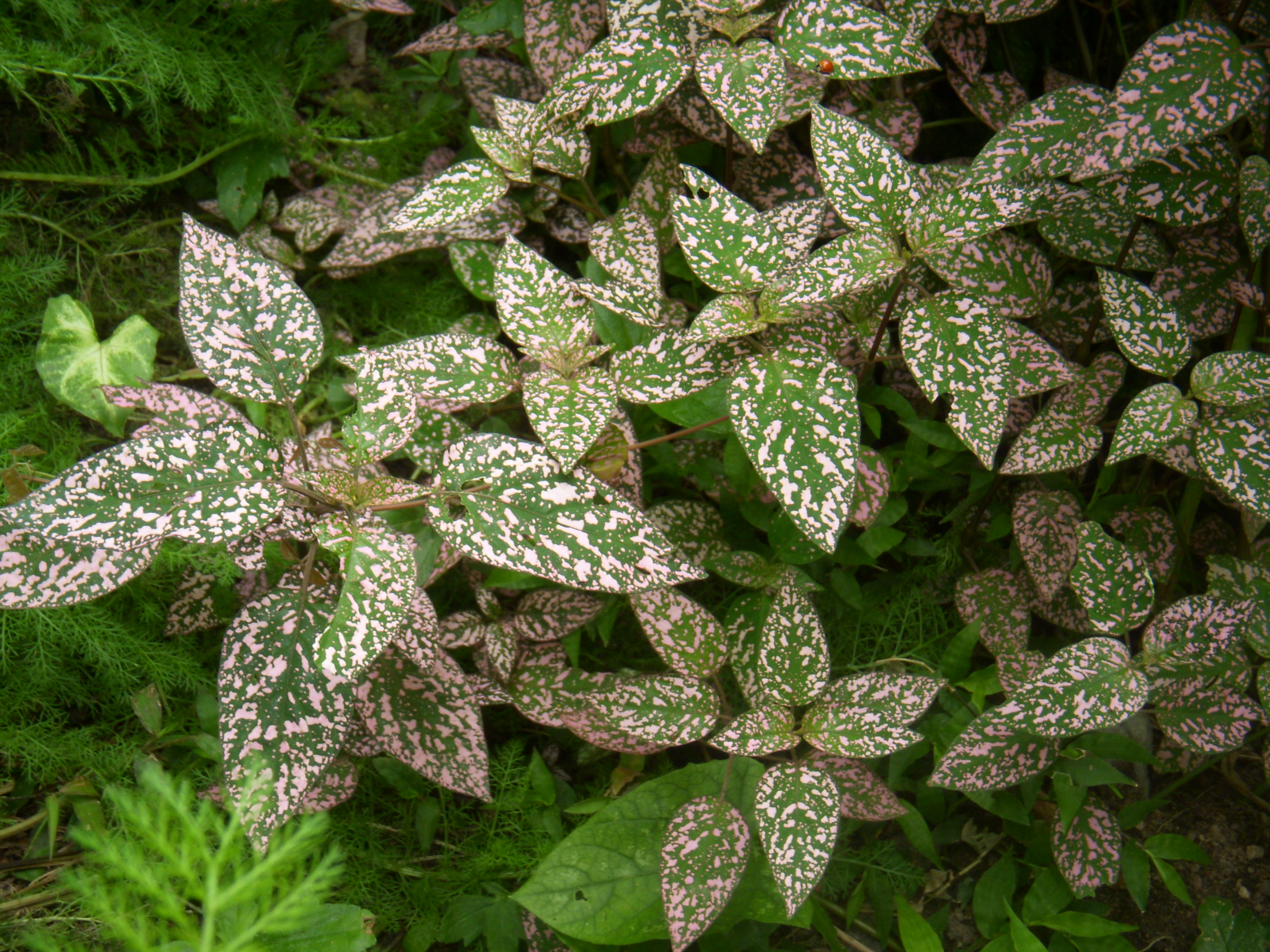